# Муса, Дженнифер
Дже́ннифер Му́са (англ. Jennifer Musa) — ирландская медсестра, которая стала лидером одного из пуштунских племён пакистанского Белуджистана. Дженнифер стала первой женщиной в Национальной ассамблее Пакистана от своей провинции, а затем выступала в качестве посредника на переговорах с повстанцами, которые подняли вооружённое восстание против федерального правительства. Среди населения провинции Дженнифер Муса была известна под прозвищем «Королева Белуджистана».

## Ранние годы
Бриджит Рен родилась 11 ноября 1917 года в ирландском посёлке Тармонс графства Керри в семье фермеров. У неё было четыре сестры и два брата. Получила начальное образование в католической школе. В дальнейшем она изменила своё имя на Дженнифер и уехала в Англию, где проходила обучение на медсестру. В 1939 году она встретила Кази Мухаммеда Мусу, который учился в Оксфордском университете.
Кази Мухаммед Муса был родом из Белуджистана и принадлежал к влиятельной семье провинции. Дженнифер взяла мусульманское имя Жан-Зеба и они поженились в 1940 году, несмотря на некоторое противодействие со стороны его семьи. Дженнифер стала его второй женой, на первой Кази женился в 14 лет по настоянию родственников. Отец Кази был одной из ключевых фигур в Пакистанском движении и принадлежал к знатной семье пуштунов.
Кази и Дженнифер прибыли в Пакистан в 1948 году. Семейный особняк Мусы располагался в Пишине (что в 30 милях к северу от столицы Белуджистана — Кветты). В 1956 году её муж погиб в автомобильной катастрофе. Несмотря на её желание вернуться в Ирландию, семья мужа уговорила её остаться в Пишине с 14-летним сыном Ашрафом Джехангиром Кази. С 1970 по 1977 год она была членом Национальной ассамблеи Пакистана.
Демократической политике в Пакистане и политической карьере Дженнифер пришёл конец с введением военного положения в конце 1970-х годов (после прихода к власти генерала Зия-уль-Хака). После этих событий она вернулась в Пишин. В 1980-х годах организовывала лагеря для афганских беженцев, которые устремились в Пишин в связи с боевыми действиями с Советским Союзом. Пользовалась большим авторитетом в Белуджистане, стала лидером племени «Кази».
Дженнифер Муса умерла 12 января 2008 года. В её похоронной процессии приняли участие тысячи пуштунов (многие из них были связаны с талибами), которые скандировали «Мама Дженнифер!» в её честь.
Президент Первез Мушарраф позвонил сыну Дженнифер, Ашрафу Кази, чтобы выразить свои соболезнования по поводу смерти его матери.